# John Stewart (Diplomat)
John Anthony Benedict Stewart, CMG, OBE (* 24. Mai 1927; † 12. September 1995) war ein britischer Diplomat.

## Leben
John Anthony Benedict Stewart, Sohn von Edward Vincent Stewart und Emily Veronica Jones Stewart, leistete nach dem Besuch des St Illtyd’s College zwischen 1944 und 1947 Militärdienst in der Royal Navy begann danach ein Studium der Fächer Mineralogie und Petrologie am University College of South Wales and Monmouthshire in Cardiff, das er mit Auszeichnung abschloss. Anschließend begann er ein postgraduales Studium der Geochemie am St Catharine’s College der University of Cambridge sowie am Imperial College London, das er mit einem Diplom abschloss. 1952 trat er in den Kolonialen Geologischen Vermessungsdienst (Colonial Geological Survey Service) ein und wurde zunächst nach Britisch-Somaliland entsandt, wo er nach entsprechenden Untersuchungen mehrere Berichte über die Geologie in dieser Region verfasste. 1956 wurde er als Distriktkommissar in den politischen Dienst dieses Protektorats abgeordnet, ehe er 1957 als Verbindungsoffizier in die Region Ogaden nach Äthiopien versetzt wurde. 1960 erfolgte seine Versetzung in die Protektoratsverwaltung nach Nordrhodesien, wo er 1964 an der Erarbeitung des Barotseland-Übereinkommens beteiligt war.
Stewart trat am 10. Dezember 1970 in den diplomatischen Dienst (HM Diplomatic Service) ein. Er war zunächst zwischen 1970 und 1972 stellvertretender Hochkommissar (Deputy High Commissioner) in Barbados sowie zwischen 1973 und 1974 stellvertretender Hochkommissar in Uganda. Zugleich war er dort auch Kanzler (Counsellor and Head of Chancery) und erhielt für seine Verdienste am 2. Juni 1973 das Offizierskreuz des Order of the British Empire (OBE).
Am 6. August 1975 wurde John Stewart Nachfolger von John Bushell als Botschafter in der Demokratischen Republik Vietnam und verblieb auf diesem Posten bis 1976, woraufhin Robert Tesh seine Nachfolge antrat. Nach seiner Rückkehr fungierte er zwischen 1976 und 1978 im Außenministerium (Foreign and Commonwealth Office) zwischen 1976 und 1978 als Leiter des Referats für Hongkong (Head of Hong Kong Department, Foreign and Commonwealth Office). Danach löste er 1978 Donald Cape als Botschafter in Laos ab und bekleidete dieses Amt bis 1980. Zugleich wurde er in Personalunion am 27. Mai 1978 auch Generalkonsul in Vientiane. Für seine Verdienste wurde er am 1. Januar 1979 zudem Companion des Order of St Michael and St George (CMG).
Am 26. September 1980 übernahm John Stewart von Achilles Papadopoulos den Posten als Botschafter in Mosambik und übte diese Funktion bis 1984 aus, woraufhin Eric Vines sein dortiger Nachfolger wurde. Zuletzt wurde er 1984 als Nachfolger von Sir John Nicholas Hochkommissar in Sri Lanka und bekleidete das Amt bis zu seinem Eintritt in den Ruhestand 1987, woraufhin David Gladstone sein dortiger Nachfolger wurde.
Nach seinem Ausscheiden aus dem diplomatischen Dienst war Stewart als Berater tätig sowie von 1987 bis zu seinem Tode 1995 auch Vorsitzender des Auswahlausschusses für den öffentlichen Dienst (Civil Service Selection Board). Er war von 1960 bis zu seinem Tode 1995 mit Geraldine Margaret Stewart verheiratet.